# المعهد العلمي السعودي
المعهد العلمي السعودي كان اسمه أولاً المعهد الإسلامي وهو أول مدرسة حكومية نظامية أنشأها الملك عبد العزيز آل سعود في مكة المكرمة سنة 1345هـ الموافق 1927م.

## تاريخ المعهد
نبتت فكرة المعهد في ذهن المدير الثاني للمعارف عام 1345هـ الشيخ محمد كامل القصاب، مساعد وكيل وزير التعليم السابق في سوريا، بهدف إعداد معلمين سعوديين للتعليم الابتدائي ذوي كفاء علمية وتربوية لمواجهة النقص الحاد في المعلمين. وقد وافق الملك عبد العزيز على ذلك رغبة منه في تطوير التعليم وتزويد الإدارات الحكومة بالموظفين المؤهلين. أهداف المعهد كانت نشر الثقافة الإسلامية والعقيدة السلفية الخالصة، وتصحيح مفهومها «لدى من يجهل حقيقتها وإيضاح حقيقة القائمين على نشرها». لم يكن في مكة المكرمة سوى أربع مدارس أهلية بالإضافة إلى كتاتيب صغيرة قبل دخول الملك عبد العزيز آل سعود لها وتلك المدارس هي
- المدرسة الصولتية (1291هـ) (1874)م.
- المدرسة الفخرية العثمانية (1298هـ) (1881)م.
- مدرسة دار الفائزين (1304هـ) (1887)م.
- مدارس الفلاح (1330هـ) (1927)م.

افتتح المعهد لأول مرة سنة 1345هـ الموافق 1927م تحت اسم المعهد الإسلامي. واستقدم مديره آنذاك محمد بهجة البيطار 40 مدرسا من سوريا ليدرسوا طلاب المعهد الذين قدموا من الحجاز بالإضافة لنجد. ثم افتتح في رجب من ذات العام قسما مسائيًا لتعليم الموظفين. ومن المواد التعليمية في المعهد، بالإضافة للمواد الدينية كالتوحيد والفقه وأصوله والحديث ومصطلحه والتجويد والتفسير، النحو والإملاء والمطالعة والمحادثة والإنشاء والخطابة والحساب والرياضيات والجغرافيا والهندسة وعلم سنن الكون والأخلاق واللغة الفرنسية. وكانت النية أن يدرس فيه اللغة الإنجليزية إلا أن تأخر وصول كتب المنهج حالت دون ذلك في السنة الأولى. ثم توقف المعهد مؤقتاً بعد أن انخفض عدد طلابه إلى خمس طلاب فقط. وهناك اختلاف على السبب فكما صرح إبراهيم الشورى فإن العديد من الطلاب غادروا المعهد لعدم رغبتهم في تعلم المذهب السلفي. إلا أن هناك رأيا آخر يقول أن علماء نجد السلفيين ارتابوا في المواد غير الدينية وكذلك في المعلمين القادمين من خارج البلاد، ودعوا أولياء أمور الطلاب أن يقاطعوا المعهد. افتتح المعهد مرة ثانية في 8 ربيع الأول 1347هـ الموافق 25 أغسطس 1928 تحت اسم المعهد العلمي السعودي وفي هذه الفترة بلغ عدد الطلبة أكثر من 90 طالباً.

## أقسام المعهد
في بداية إنشاء المعهد كان هناك أربعة أقسام: قسم للعلوم الدينية وثلاثة أقسام دروسها الأساسية علوم الدين مغذاة بما صلح من العلوم الحديثة. ثم تطور المعهد بعد ذلك في مراحله المتقدمة، فكان هناك قسم المعلمين وقسم القضاء الشرعي، وأضيفت اليه من الدروس علاوة على علوم الدين واللغة العربية أصول المحاكمات والمرافعات. وقد استمر قسم القضاء الشرعي في أداء رسالته حوالي ثلاث سنوات وأغلق عام 1356هـ 1937م ، وقد يعود سبب إغلاقه لافتتاح مدارس حديثة أخرى مثل دار التوحيد بالطائف، أو قلة إقبال الطلبة على هذا القسم نتيجة بوادر افتتاح كلية الشريعة في مكة التي تخرج القضاة.

### الخطة الدراسية
تنقسم الدراسة في المعهد العلمي السعودي بمكة بعد تطويره إلى مرحلتين، الأولى تشمل ثلاث سنوات يدرس خلالها الطالب مواد الثقافة الدينية واللغة العربية والمواد الاجتماعية والرياضيات، وتمنح شهادة كفاءة المعلمين للطلبة الناجحين. أما المرحلة الثانية تسمى قسم المعلمين الثانوي وفيها يدرس الطالب لمدة سنتين مواد فنية خاصة بالتربية العملية وعلم النفس بجانب مواد الثقافة العامة مع دروس اللغة العربية وبعض دروس اللغة الإنجليزية، ويعطى الناجحون في نهاية السنة الخامسة شهادة قسم المعلمين الثانوي.

## إدارة المعهد
في بداية إنشاء المعهد وافتتاحه للمرة الأولى تولى الشيخ محمد بهجة البيطار إدارته، وفي افتتاحة للمرة الثانية تولى إدارته الشيخ إبراهيم الشورى. أما مديروا المعهد منذ افتتاحه عام 1345هـ1927م حتى إغلاقه عام1381هـ1961م فهم حسب الترتيب:
- محمد بهجة البيطار تولى إدارته في عام 1345هـ حتى أغلق للمرة الأولى
- إبراهيم الشورى، تولى الإدارة بعد الافتتاح الثاني، عمل في سلك التربية والتعليم بالمملكة العربية السعودية في عام 1374هـ.
- علي بن محمد الحبشي تولى إدارة المعهد من عام (1352-1356هـ).
- شيخ بن علي بابصيل عُين مديراً بالنيابة عام (1356-1357هـ).
- أحمد محمد العربي تولى إدارتها للفترة ما بين عام (1358-1365هـ) حيث فصل المعهد عن مدرسة تحضير البعثات.
- عبد الله أحمد عبد الجبار عُين مديراً للمعهد عام 1366هـ، واستمر إلى عام 1369هـ.
- محمد حلمي آل سعيد تولى إدارة المعهد عام 1369هـ، وظل في منصبه إلى عام 1376هـ.[12]
- سعيد عبد العزيز الجندول.
- عبد الملك عبد الرحمن ملا.

## أساتذة المعهد
تولى التعليم في المعهد في سنواته الأولى نواة من المعلمين من البلاد ومن خارجها  وهم:
- مدير المعهد إبراهيم الشورى لتدريس علوم النحو والبلاغة والإنشاء وأصول الفقه.
- محمد الشاوي لتدريس علوم التوحيد والحديث والفرائض.
- محمد بن علي البيز لتدريس الفقه والتفسير والفرائض.
- عبد المنعم الدشلوطي لتدريس اللغة الإنجليزية والحساب والهندسة والجبر وتقويم البلدان.
- محمد صادق الكردي لتدريس العلوم العربية والتاريخ والقرآن والحساب.
- محمد حلمي لتدريس علوم الخط والإملاء والتاريخ والقرآن.

ثم انضم عدد كبير من المعلمين في تخصصات مختلفة من السعودية ومصر والشام والمغرب العربي للتدريس في هذا المعهد خلال مسيرته العلمية حتى إغلاقه في عام 1381هـ.

## الدفعة الأولى من الخريجين
في عام 1350هـ-1931م زار أول فوج من المعهد العلمي السعودي الملك عبد العزيز آل سعود وكان عددهم 23 طالباً أنهوا دراستهم في المعهد، واستقبلهم الملك مع مديرهم وأعضاء هيئة التدريس والطلاب وقال لهم:((أنتم أول ثمرة من غرسنا الذي غرسناه في المعهد فاعرفوا قدر ما تلقيتموه فيه من العلم، وأعلموا أن العلم بلا عمل كشجر بلا ثمر، وأن العلم كما يكون عوناً لصاحبه يكون عوناً عليه، وليس من يعلم كمن لا يعلم، قليل من العلم يُبارَك فيه خير من كثير لا يُبارَك فيه، والبركة في العمل.

## مواقع المعهد
شغل المعهد العلمي السعودي في مكة المكرمة مبان عدة في فتراته الزمنية حتى إغلاقه عام 1381هـ وهي:
- المقر الأول من عام (1345هـ1927م) إلى عام (1358هـ 1939م) في بناية مكتب الاتحاد والترقي العثماني. «مدرسة برهان الاتحاد» السابقة بحي أجياد وأمام مبنى مالية مكة المكرمة بجوار فندق مصر سابقاً والذي يسمى الآن فندق الكعكي.
- المقر الثاني من عام (1358هـ 1939م) إلى عام (1369هـ 1950م) في جبل قعيقعان.
- المقر الثالث من عام (1369هـ 1950م) إلى عام (1375هـ 1956م) في حي القشاشية.
- المقر الرابع من عام (1375هـ 1956م) حتى عام (1381هـ 1961م) في حي الزاهر على طريق المدينة المنورة في المبنى المقابل للمكتبة العامة بمكة المكرمة.

إن كثيراً ممن تخرجوا في هذا المعهد تركوا بصمة على جانب أو أكثر من جوانب الحياة، فمن هؤلاء الوزراء، والأساتذة المربين، وأئمة وخطباء المسجد الحرام والمسجد النبوي، ومنهم العلماء والمحدثين والفقهاء ومنهم ذوي المناصب العالية في الدولة، والشعراء والأدباء والمؤلفين والخطاطون والرسامون ومدراء إدارات التعليم والسفراء وممثلي الحكومة ومحررين ورؤساء تحرير، ومنهم من فاز بجوائز تقديرية وعالمية.

## انظر ايضاً
- مكة المكرمة.
- التعليم.
- مدرسة تحضير البعثات.